# Jordan Lay
Pour les articles homonymes, voir Lay.
Pas d'image ? Cliquez ici

a Compétitions nationales et continentales officielles uniquement.

b Matchs officiels uniquement.
Dernière mise à jour le 18 juin 2024.
Jordan Lay, né le 5 novembre 1992 à Moto'otua (Samoa), est un joueur de rugby à XV international samoan évoluant au poste de pilier. Il joue avec la province d'Auckland en NPC depuis 2021, et la franchise des Blues en Super Rugby depuis 2022.
Il est le frère aîné de James Lay, lui aussi international samoan au poste de pilier.

## Carrière

### En club
Jordan Lay est né aux Samoa, mais émigre avec sa famille en Nouvelle-Zélande, dans la ville de Pamapuria, alors qu'il est âgé de trois ans. Il est ensuite scolarisé à Auckland, et joue au rugby avec le Auckland University RFC dans le championnat amateur local. 
Il perce au niveau professionnel en 2016, lorsqu'il est retenu dans l'effectif de la province de Bay of Plenty pour disputer le National Provincial Championship (NPC). Il ne joue cependant aucune rencontre, en raison d'une blessure au genou. La saison suivante, il est rejoint par son frère James. En 2017, il joue neuf rencontres, mais pour seulement une titularisation.
En décembre 2017, il rejoint jusqu'à la fin de la saison en cours l'équipe d'Édimbourg Rugby en Pro14. Il dispute douze matchs avec la province écossaise, avant d'être laissé libre au terme de la saison,.
La saison suivante, il rejoint le club anglais de Bristol, évoluant en Championship (deuxième division), et entrainée par le samoan Pat Lam. Il ne joue que deux rencontres avec sa nouvelle équipe, avant d'être prêté pour un mois à la province galloise des Ospreys en février 2019. En juin 2020, après une nouvelle saison où il joue peu, il n'est pas conservé par Bristol.
De retour en Nouvelle-Zélande, il rejoint son ancienne équipe de Bay of Plenty pour disputer le NPC 2020,.
En mars 2021, il fait une brève pige avec son ancienne équipe des Ospreys, en remplacement de Gareth Thomas blessé. Il ne joue qu'une rencontre de Pro14 Rainbow Cup, avant de rentrer en Nouvelle-Zélande.
Plus tard la même année, il retrouve son frère James lorsqu'il rejoint la province d'Auckland pour la saison 2021 de NPC. Il n'a toutefois pas l'occasion de jouer avec sa nouvelle équipe, puisque la saison 2021 d'Auckland est fortement écourtée en raison des mesures sanitaires appliquées à cette région dans le cadre de la pandémie de Covid-19.
En 2022, il rejoint la franchise des Blues en Super Rugby, où il doit compenser l'absence sur blessure de son frère,. Il joue huit rencontres lors de la saison.

### En équipe nationale
En 2013 et 2014, Jordan Lay représente l'équipe de Nouvelle-Zélande universitaire,.
Il est sélectionné pour la première fois avec l'équipe des Samoa en juin 2017. Il obtient sa première cape internationale le 1er juillet 2017 à l’occasion d’un match contre l'équipe des Tonga à Nukuʻalofa.
En 2019, il est retenu par le sélectionneur Steve Jackson (en) dans le groupe samoan pour disputer la Coupe du monde au Japon. Il dispute quatre matchs lors de la compétition, contre la Russie, l'Écosse, le Japon et l'Irlande.
En novembre 2020, il est retenu avec les Moana Pasifika, une sélection représentant les îles du Pacifique, pour affronter les Māori All Blacks le 5 décembre 2020.
Le 6 août 2023, il est annoncé au sein du groupe samoan retenu pour participer à la Coupe du monde en France. Il joue trois matchs lors du tournoi, dont une titularisation. 

## Palmarès

### En équipe nationale
- 29 sélections avec les Samoa depuis 2017.
- 0 point.

- Participation à la Coupe du monde en 2019 (4 matchs) et 2023 (3 matchs).